# Nitchevo (film, 1926)
Pour les articles homonymes, voir Nitchevo.
Pour plus de détails, voir Fiche technique et Distribution.
Nitchevo est un film français réalisé par Jacques de Baroncelli, sorti en 1926.

## Synopsis
Dans un sous-marin en mission, le commandant et son second s'affrontent pour l'amour d'une femme.

## Fiche technique
- Titre français : Nitchevo
- Réalisation : Jacques de Baroncelli
- Scénario : Jacques de Baroncelli
- Image : Louis Chaix[1], Jimmy Berliet[2]
- Décors : Robert Gys
- Société de production : Les Films Jacques de Baroncelli
- Pays de production :  France
- Format : Noir et blanc - 35 mm - 1,33:1 - Film muet
- Date de sortie : 1926

## Distribution
- Charles Vanel : le commandant Cartier
- Lillian Hall-Davis : Sonia
- Suzy Vernon : Claire d'Arbères
- Marcel Vibert : le commandant d'Arbères
- Raphaël Lievin : Hervé de Kergoët
- Jean d'Yd : le commandant Le Gossec
- Raoul Paoli : le passager mystérieux
- Abel Sovet : le détective
- Henri Rudaux : Saratov
- Mireille Barsac : Madame Le Gossec